# Septocytella bambusina
Septocytella bambusina är en svampart som beskrevs av Syd. 1929. Septocytella bambusina ingår i släktet Septocytella, divisionen sporsäcksvampar och riket svampar.   Inga underarter finns listade i Catalogue of Life.